# 吉田重信
吉田 重信（よしだ しげのぶ）は、江戸時代前期の武士、弓術家（日置流印西派）。

## 略歴
弓術家で日置流印西派を興した吉田重氏（一水軒印西）の子。寛永4年（1628年）12月16日、酒井忠世、酒井忠勝の推挙により大御所徳川秀忠に拝謁し、召されて旗本に列した。
寛永20年（1643年）4月22日、浅草三十三間堂の落成の際に射初め（いぞめ）するよう命ぜられた。明暦2年（1656年）4月23日、江戸城二の丸において番士らの大的上覧があり、これを差配した。寛文2年（1662年）5月15日、死去。